# قرن عنبر (الرضمة)
قرن عنبر محلة تابعة لقرية الخبانية، التابعة لعزلة حارث الحيدرى بمديرية الرضمة إحدى مديريات محافظة إب في الجمهورية اليمنية.، بلغ تعداد سكانها 185 حسب تعداد اليمن لعام 2004.